# Sunifred (noble wisigoth)
Pour les articles homonymes, voir Sunifred.
Sunifred (en latin : Suniefredus ou Cuniefredus) est un noble wisigoth de la fin du VIIe siècle pouvant être considéré comme un roi (usurpateur), bien que l'histoire ne l'ai pas reconnu comme tel.

## Biographie
Sunifred est probablement l'un des grands ayant souscrit en 683 avec les titres de comes scanciarum et de dux, les actes du XIIIe concile de Tolède, sous le règne du roi Ervige (680-687).
En 692, soutenu par l'archevêque Sisbert de Tolède et probablement par une partie de la noblesse, il s'oppose au roi Égica que Sisbert de Tolède projette de faire assassiner avec la complicité de la reine Liubigotona, ex-belle-mère du roi, et quelques nobles dont Frogellius, Théodemir, Liuvila et Thecla.
Si Égica échappe à la tentative d'assassinat, il est vraisemblablement chassé du trône et forcé de quitter Tolède, capitale wisigothique. Cette dernière tombée aux mains des rebelles, Sunifred est couronné roi dans la seconde moitié de l'an 692 par l'archevêque Sisbert. Sur cet évènement, une pièce de monnaie, frappée à Tolède, a été retrouvé portant le nom de Cuniefredus et l'année 692. Cependant, dès le début de l'année 693, le roi Égica, à la tête d'une armée, reprend le contrôle de Tolède et de son royaume avant d'organiser le XVIe Concile de Tolède au printemps 693. Sisbert de Tolède, le comploteur, est défroqué, excommunié et exilé. Sunifred, l'usurpateur, voit ses biens confisqués et il disparaît de l'histoire, probablement éliminé peu après (exécuté, emprisonné ou exilé) ; son court règne n'aura duré que quelques mois.